# 밀양 박씨 오충 정려
밀양박씨 오충 정려(密陽朴氏 五忠 旌閭)는 세종특별시 연동면 예양리에 있는 조선시대의 건축물이다. 2001년 5월 31일 연기군의 향토유적 제1호로 지정되었다가, 행정구역 개편에 따라 2014년 9월 30일  세종특별자치시의 향토문화유산 제1호로 재지정되었다.

## 개요
밀양박씨 오충 정려(密陽朴氏 五忠 旌閭)는 조선시대 무신(武臣) 박천붕(朴天鵬, 1545~1592)과 그의 네 아들의 충정(忠情)을 세상에 널리 알려 칭찬하고 기억하기 위해 나라에서 하사한 명정(銘旌)을 현판(懸板)으로 걸어놓은 정문(旌門)이다.
박천붕의 본관(本貫)은 밀양(密陽), 자(字)는 익호(翼乎), 호(號)는 규정(摎亭)으로 1545년(인종 1)에 충청도 연기현 북이면 두옥동(현재 세종특별자치시 연서면 월하리)에서 태어났다. 조헌(趙憲, 1544~1592)에게 학문을 익혔으며, 27세가 되던 1571년(선조 4)에 무과(武科)에 장원급제(壯元及第)하여 정7품(正七品)인 한성훈간원(漢城訓諫院)의 참군(參軍)이 되었다. 1587년(선조 20) 스승인 조헌이 상소를 대궐문 밖에서 올리는 사건으로 인해 관직에서 물러나게 되자 박천붕도 관직을 물리고 고향으로 내려갔다. 그로부터 5년 뒤인 1592년(선조 25) 임진왜란(壬辰倭亂, 1592~1598)이 일어나자 조헌이 의병을 모집하였고 그를 보좌하여 전투에 참가하다. 청주(淸州)의 상당산성(上黨山城)을 되찾기 위한 전투 때 선봉장으로 싸우다가 순국(殉國)하였다.
박천붕은 황희(黃喜, 1363~1452)의 후손과 혼인하여 원겸(元謙, 1582~1637), 인겸(仁謙, 1584~1637), 예겸(禮謙, 1586~1637), 의겸(義謙, 1591~1637)이라는 네 아들을 두었다. 1636년(인조 14) 병자호란(丙子胡亂, 1636~1637)이 일어나자 네 형제 모두 백의종군(白衣從軍)하였으며, 1637년(인조 15) 공청병마절도사(公淸兵馬節度使) 이의배(李義培, 1576~1637)가 이끄는 군대에 들어가 남한산성(南漢山城)으로 올라가던 중 경기도(京畿道) 광주(廣州) 부근 죽산(竹山)에서 벌어진 전투에서 모두 순국하였다.
이들의 충정을 기리던 충정도와 전라도 유림(儒林)들이 글을 올려 1747년(영조 23)에 박천붕은 ‘忠謹扈聖功臣(충근호성공신)’, 네 아들들은 ‘宣武原從功臣(선무원종공신)’의 관직과 명정을 받고 정문을 세우게 되었다. 처음 정문이 세워진 곳은 박천붕이 태어난 두옥동이었으나 일제강점기인 1920년 독립운동가인 최익현(崔益鉉, 1833~1906)이 박천붕과 그의 네 아들의 충정을 기리며 지은 정려기(旌閭記)를 파괴한 후 정문마저 훼손하려하자 후손들에 의해 현재의 위치로 옮기게 되었다. 정문에는 ‘五忠閣(오충각)’이라는 현판이 걸려있고 내부 중앙에는 박천붕, 왼쪽에는 원겸과 의겸, 오른쪽에는 예겸과 인겸의 현판이 있다.

## 현지 안내문
공은 서기 1545년 (인종 1년)에 출생하여 9세에 부친을 여의고 4년뒤인 13세에 모친마저 돌아 가셨다. 일찍이 조중봉 선생에게 수학을 하였으며, 27세때 무과에 급제하여 한성에서 군관으로 군무하다가 48세되던 해 왜란을 당하여 은사 조선생이 의병을 모집한다는 소식을 듣고 관직을 사퇴하고 고향에 내려가 조선생의 종사관이 되어 청주에서 왜군과 싸웠으나 관군이 성곽을 버리고 산지사방으로 흩어져 함락되자 박천봉은 몸을 돌볼사이도 없이 필마단기로 적진에 뛰어들어 왜병 수십명을 베었으나 중과부적으로 적진중에서 장열히 순국하니 나이 48세였다.
조선생이 애석히 여기시어 영조 정유년(1777년)에 여러 유생들이 이 사실을 영조께 올리어 중신의 시호를 내리시고 충신정려를 명정하여 정문을 건립해 후세의 본보기로 삼았다.